# Lavočkin
NPO Lavočkin (OKB-301, rusko НПО имени С. А. Лавочкина) je ruski proizvajalec vesoljske in obrambne tehnike in v preteklosti tudi letal. Biro OKB-301 je bil ustanovljen leta 1937, vodja je bil Vladimir P. Gorbunov. Kasneje, leta 1945, je Semjon Lavočkin postal glavni načrtovalec. Podjetje je sprva proizvajalo batnognana (propelerska) letala, po drugi svetovni vojni pa reaktivna.
Lavočkin je znan tudi po vesoljski tehniki, kot so vozilo za vožnjo po Luni - Lunohod 1, zgornja stopnja Fregat, sonda Fobos-Grunt, sistem [[Oko]] za zgornje opozarjanje pred balističnimi raketami.
Trenutni vodja biroja Lavočkin je Viktor Hartov.

## Letala
| - LaGG-1 - LaGG-3 - Gu-82 - K-37 - Gu-1 - La-5 - La-7 "Fin" - La-9 "Fritz" - La-11 "Fang" - La-15 "Fantail" - La-17 - La-120 - La-126 | - La-130 - La-132 - La-134 - La-138 - La-140 - La-150 - La-152 - La-154 - La-156 | - La-160 - La-168 - La-174 - La-176 - La-180 - La-190 - La-200 - La-205 - La-250 Anakonda |

### Rakete površje-zrak
- S-25 Berkut (SA-1 "Guild")
- S-75 Dvina (SA-2 "Guideline")

## Vesolje
| - Astron - Elektro-L - satelit - Elektro-L No.1 - Elektro-L No.2 - Fobos-Grunt - Sonda - Granat - satelit - Living Interplanetary Flight Experiment - sonda - Luna-Glob - Luna program - Luna 9 - Luna 10 - Luna 11 - Luna 12 - Luna 13 - Luna 14 - Luna 15 - Luna 16 - Luna 17 - Luna 18 - Luna 19 - Luna 20 - Luna 21 - Luna 22 - Luna 23 - Luna 24 - Luna E-8 No.201 - Luna E-8-5 No.402 - Luna E-8-5 No.405 - Luna E-8-5M No.412 - Lunohod program - Lunohod 1 - Lunohod 2 | - Mars program - Mars 2M No.521 - Mars 2M No.522 - Mars 4 - Mars 5 - Mars 5M - Mars 6 - Mars 7 - Mars-96 - Mars-Grunt - sonda - Oko - satelite z zgornje opozarjanje - Spektr-R - satelit - Spektr-RG - satelit - US-K - satelit - US-KMO - satelit - US-KS -satelit - Venera program - Venera 3 - Venera 4 - Venera 5 - Venera 7 - Venera 8 - Venera 9 - Kosmos 167 - Vega program - Vega 1 - Vega 2 - La-350 Burja - manevrirna raketa - Fregat - zgornja stopnja nosilne rakete |

## Načrtovalci
- Georgij Babakin
- Semjon Lavočkin
- Juri Koptev